# Diocesi di Suliana
La diocesi di Suliana (in latino Dioecesis Sulianitana) è una sede soppressa e sede titolare della Chiesa cattolica.

## Storia
Suliana, nell'odierna Tunisia, è un'antica sede episcopale della provincia romana di Bizacena.
Unico vescovo conosciuto di questa diocesi africana è il donatista Ilaro, che partecipò alla conferenza di Cartagine del 411, che vide riuniti assieme i vescovi cattolici e donatisti dell'Africa romana; la sede non aveva vescovi cattolici. In occasione del sinodo del 484 la diocesi era vacante.
Dal 1933 Suliana è annoverata tra le sedi vescovili titolari della Chiesa cattolica; dal 6 febbraio 2021 il vescovo titolare è Luis Marín de San Martín, O.S.A., sottosegretario del Sinodo dei vescovi.

## Cronotassi

### Vescovi residenti
- Ilaro † (menzionato nel 411) (vescovo donatista)

### Vescovi titolari
- Alfredo Ignacio Llaguno Canals † (17 marzo 1964 - 20 agosto 1979 deceduto)
- Joseph Michael Sullivan † (4 ottobre 1980 - 7 giugno 2013 deceduto)
- Damian Bryl (13 luglio 2013 - 25 gennaio 2021 nominato vescovo di Kalisz)
- Luis Marín de San Martín, O.S.A., dal 6 febbraio 2021